# Деревня Вырица (микрорайон)
Деревня Вырица — исторический микрорайон посёлка городского типа Вырица. Находится в самой западной части посёлка. Деревня Вырица как населённый пункт была включена в посёлок Вырица в 1938 году, после чего наименование «Деревня Вырица» продолжает использоваться как местный топоним, обозначение исторического микрорайона. Площадь исторического микрорайона Деревня Вырица составляет около 1 км² (площадь всего посёлка Вырица составляет порядка 30 км²). Микрорайон находится на левом берегу реки Оредеж. В микрорайоне находится кладбище, самое крупное в этом посёлке (площадь более 10 га), которое было основано до 1917 года.

## Достопримечательности
- Средневековый курган предположительно XII века[4], памятник археологии федерального значения[5];
- Легендарный вырицкий дуб. Был посажен крестьянами-переселенцами в XVIII веке при повторном заселении деревни Вырица. Находится в Национальном реестре старовозрастных деревьев России под номером 771[6][7];
- Титово поле. Претендует на статус особо охраняемой природной территории местного значения[8];
- Братская могила детей, погибших от рук фашистов[9];
- Васильевский дворец;
- В конце ул. Рабочая, в лесу, до 1917 года находилась дача купца Белинького. Это была одна из первых утраченных вырицких дач, так как вскоре после революции она была разворована и разобрана. На месте современного пляжа, у моста через реку Оредеж, находилась первая в Вырице школа, построенная в начале XX века для местных крестьянских детей вырицким промышленником Антипом Харитоновичем Ефремовым, отцом Ивана Антоновича Ефремова. Школа была уничтожена предположительно во время Великой Отечественной войны.

## Улицы
Рабочая, Газа, Береговая, Толбухина, Ватутина, Луговая, Луговой переулок, Карбышева, Марины Расковой, Черняховского, Строителей, Прибрежная, Прибрежный переулок.
Самая длинная улица в Деревне Вырица — ул. Рабочая. Её длина составляет более 1 км. При этом ул. Рабочая — единственная асфальтированная улица в этом историческом микрорайоне.

## Транспорт
Через Деревню Вырица проходит Сиверское шоссе, которое является частью автодороги регионального значения III категории 41А-003 (Кемполово — Выра — Шапки). На Сиверском шоссе в Деревне Вырица расположены автобусные остановки «Кладбище» и «ул. Газа», через которые проходят маршруты автобусов № 503 (пос. Сиверский — Вырица), № 512 (пос. Сиверский — дер. Нестерково), № 534 (г. Гатчина — Вырица). Несколько лет назад была упразднена остановка автобусов на «ул. Газа» со стороны центра Вырицы, что вызвало возмущение местных жителей.

## Галерея

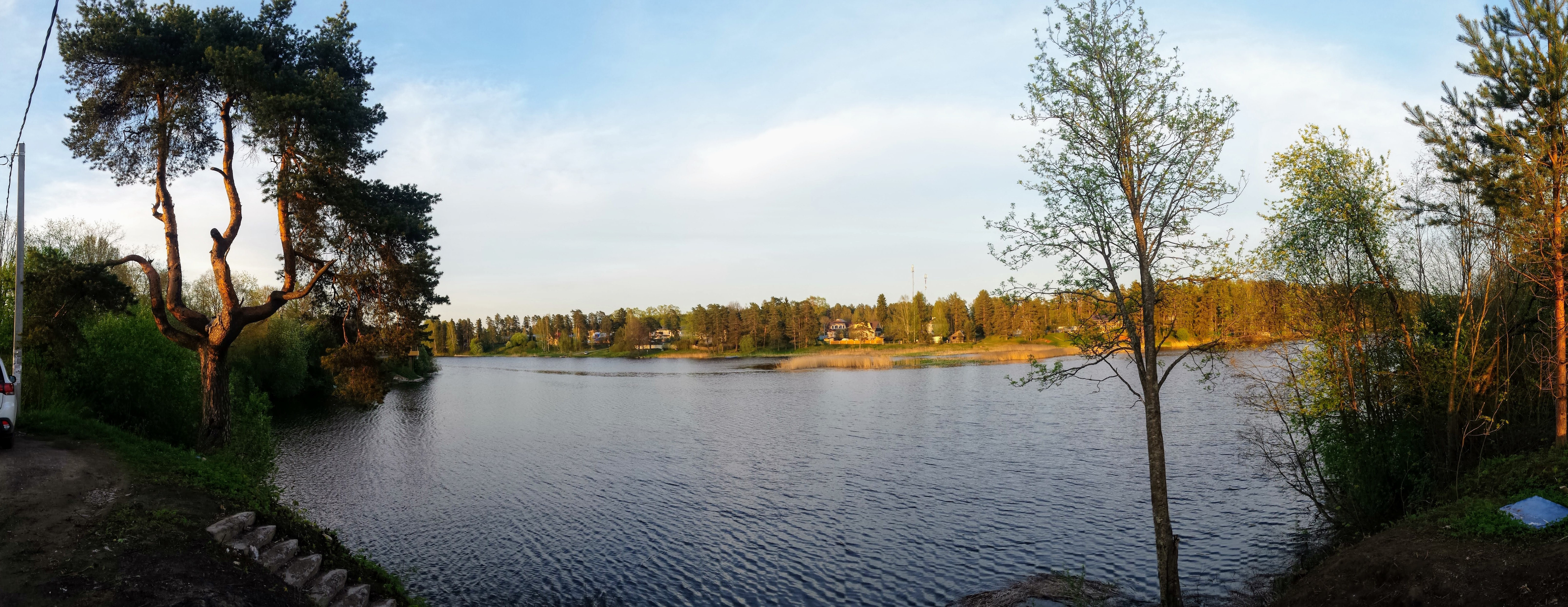
Вид на реку Оредеж в Деревне Вырица с ул. Береговая
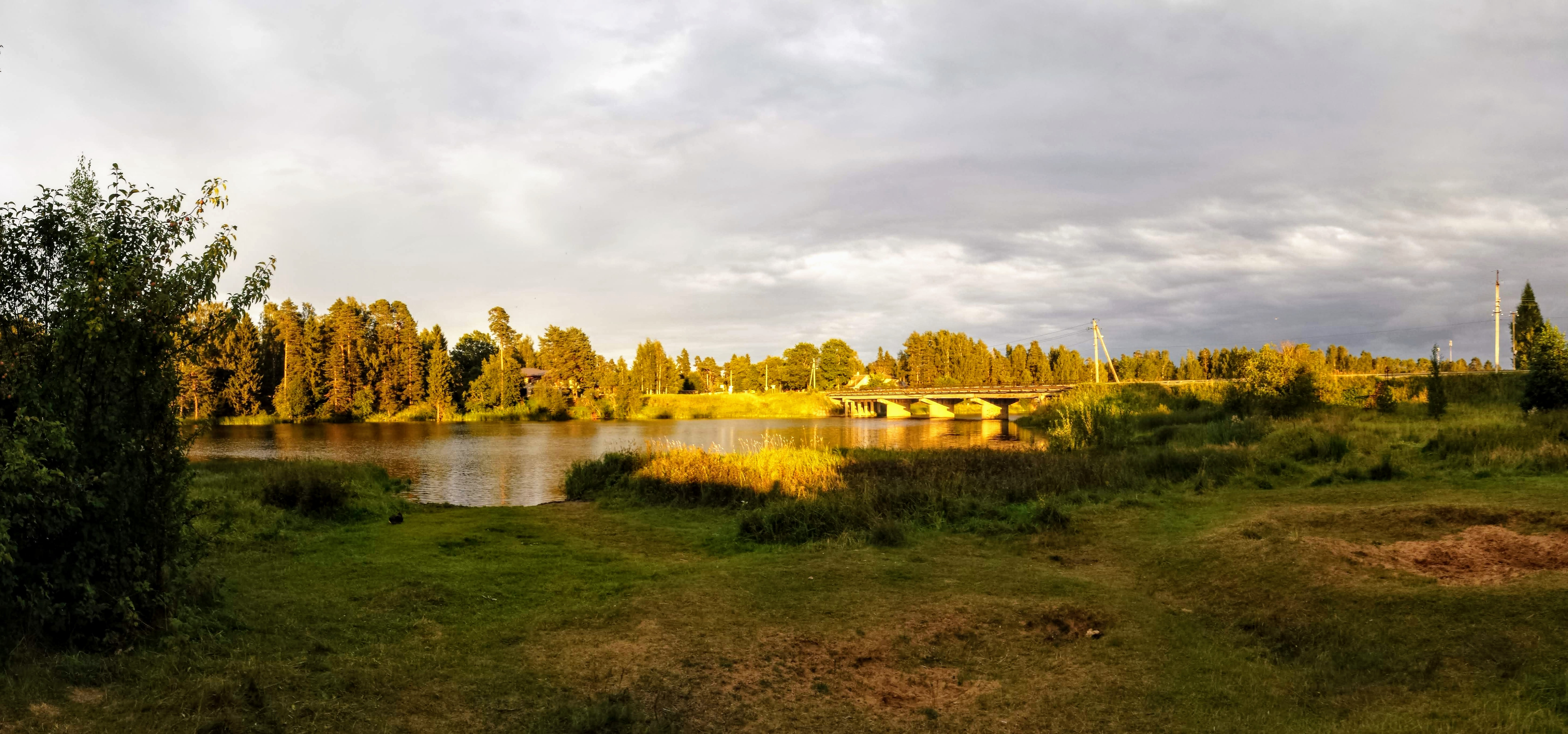
Мост через реку Оредеж. Вид с пляжа в Деревне Вырица